# Bogutxar
Bogutxar - Богучар (rus) - és una ciutat de l'óblast de Vorónej, a Rússia.

## Fills il·lustres
- Mark Hambourg (1879-1960) pianista i compositor d'origen jueu.